# Raindrops Keep Fallin' on My Head
Raindrops Keep Fallin' on My Head is een nummer geschreven door Hal David en Burt Bacharach voor de film Butch Cassidy and the Sundance Kid uit 1969.

## Geschiedenis
Het nummer won de Oscar voor beste originele nummer. Daarnaast won Bacharach ook de prijs voor beste originele muziek uit dezelfde film. Raindrops Keep Fallin' on My Head werd in de versie van B.J. Thomas een hit. In de Verenigde Staten stond het nummer in 1970 vier weken op de eerste plaats van de Billboard Hot 100. In Nederland was het succes bescheidener: een achtentwintigste plaats in de top 40 was het hoogste resultaat.
Het nummer werd opgenomen in zeven pogingen, aangezien Bacharach over de eerste zes niet tevreden was.
Als zanger van het nummer kreeg eerst Ray Stevens een kans. Hij weigerde en koos voor het lied Sunday Morning Coming Down, geschreven door Kris Kristofferson.

## Gebruik in andere films
Het lied is te horen in Spy Hard, waarin Leslie Nielsen een parodie maakt op de scène uit Butch Cassidy and the Sundance Kid. Ook is het te vinden op de soundtrack van Forrest Gump, Spider-Man 2 en Clerks II.

## Covers
Raindrops Keep Fallin' on My Head werd heel vaak gecoverd. De bekendste is die van Rat Pack. De Welshe rockband Manic Street Preachers speelt het nummer tijdens concerten en nam een versie van het nummer op. De trompetsolo wordt daarbij gespeeld door hun drummer, Sean Moore. Deze versie werd uitgebracht op single. Op de B-kant van de single staat het nummer Sepia, waarin de tekst "And just like the moment in Butch Cassidy and the Sundance Kid / I'm perpetually stuck in a sepia film / But bleeding inside I manage to keep it all in" voorkomt, een verwijzing naar de film.
Voormalig voetballer en acteur David Ginola zong het lied, evenals de Franse zanger Sacha Distel, de Japanse band Shonen Knife en de Australische zanger John Farnham. Er wordt naar het nummer verwezen door Genesis in hun lied In the Cage uit 1974.
Verder namen ook Johnny Mathis, The Flaming Lips, Ben Folds Five, Jebediah, Dionne Warwick & Kelis en Barry Manilow een eigen versie op.

## Evergreen Top 1000
| Evergreen Top 1000 "Raindrops Keep Fallin' On My Head" | Evergreen Top 1000 "Raindrops Keep Fallin' On My Head" | Evergreen Top 1000 "Raindrops Keep Fallin' On My Head" | Evergreen Top 1000 "Raindrops Keep Fallin' On My Head" | Evergreen Top 1000 "Raindrops Keep Fallin' On My Head" | Evergreen Top 1000 "Raindrops Keep Fallin' On My Head" | Evergreen Top 1000 "Raindrops Keep Fallin' On My Head" | Evergreen Top 1000 "Raindrops Keep Fallin' On My Head" | Evergreen Top 1000 "Raindrops Keep Fallin' On My Head" | Evergreen Top 1000 "Raindrops Keep Fallin' On My Head" | Evergreen Top 1000 "Raindrops Keep Fallin' On My Head" |
| Jaar                                                   | 2008                                                   | 2009                                                   | 2010                                                   | 2011                                                   | 2012                                                   | 2013                                                   | 2014                                                   | 2015                                                   | 2016                                                   | 2017                                                   |
| ------------------------------------------------------ | ------------------------------------------------------ | ------------------------------------------------------ | ------------------------------------------------------ | ------------------------------------------------------ | ------------------------------------------------------ | ------------------------------------------------------ | ------------------------------------------------------ | ------------------------------------------------------ | ------------------------------------------------------ | ------------------------------------------------------ |
| Positie                                                | 255                                                    | 545                                                    | -                                                      | -                                                      | -                                                      | -                                                      | -                                                      | -                                                      | -                                                      | -                                                      |

## NPO Radio 2 Top 2000
| Nummer met noteringen in de NPO Radio 2 Top 2000 | '99  | '00  | '01  | '02 | '03  | '04  |
| ------------------------------------------------ | ---- | ---- | ---- | --- | ---- | ---- |
| Raindrops Keep Fallin' on My Head (B.J. Thomas)  | 1268 | 1462 | 1980 | -   | 1880 | 1964 |

1. ↑  Een '-' betekent dat het nummer niet was genoteerd en een vetgedrukt getal geeft de hoogste notering aan.
2. ↑  Deze tabel is bijgewerkt tot en met de laatste editie (2024).